# UCI Asia Tour 2011
Navigation
Édition précédente Édition suivante
L'UCI Asia Tour 2011 est la septième édition de l'UCI Asia Tour, l'un des cinq circuits continentaux de cyclisme de l'Union cycliste internationale. Il est composé de 34 compétitions, organisées du 10 octobre 2010 au 19 septembre 2011 en Asie.

## Calendrier des épreuves

### Octobre 2010
| Date  | Course                           | Pays         | Classe | Vainqueur          | Équipe               |
| ----- | -------------------------------- | ------------ | ------ | ------------------ | -------------------- |
| 10    | Kumamoto International Road Race | Japon        | 1.2    | Takashi Miyazawa   | Nippo                |
| 11-19 | Tour de Hainan                   | Chine        | 2.HC   | Valentin Iglinskiy | Astana               |
| 22-24 | Tour de Séoul                    | Corée du Sud | 2.2    | Tomasz Marczyński  | CCC Polsat Polkowice |
| 23    | Tour du lac Taihu                | Chine        | 1.2    | David Kemp         | Fly V Australia      |
| 24    | Japan Cup                        | Japon        | 1.HC   | Daniel Martin      | Garmin-Transitions   |
| 24-3  | Tour d'Indonésie                 | Indonésie    | 2.2    | Herwin Jaya        | Polygon Sweet Nice   |

### Novembre 2010
| Date  | Course          | Pays  | Classe | Vainqueur          | Équipe               |
| ----- | --------------- | ----- | ------ | ------------------ | -------------------- |
| 13-14 | Tour de Okinawa | Japon | 2.2    | Shinichi Fukushima | Geumsan Ginseng Asia |

### Décembre 2010
| Date | Course                              | Pays      | Classe | Vainqueur     | Équipe       |
| ---- | ----------------------------------- | --------- | ------ | ------------- | ------------ |
| 12   | Tour de la mer de Chine méridionale | Hong Kong | 1.2    | Kazuhiro Mori | Aisan Racing |

### Janvier
| Date | Course           | Pays     | Classe | Vainqueur         | Équipe             |
| ---- | ---------------- | -------- | ------ | ----------------- | ------------------ |
| 23-1 | Tour de Langkawi | Malaisie | 2.HC   | Jonathan Monsalve | Androni Giocattoli |

### Février
| Date  | Course                                 | Pays      | Classe | Vainqueur       | Équipe                           |
| ----- | -------------------------------------- | --------- | ------ | --------------- | -------------------------------- |
| 6-11  | Tour du Qatar                          | Qatar     | 2.1    | Mark Renshaw    | HTC-Highroad                     |
| 11    | Tour de Mumbai I                       | Inde      | 1.2    | Elia Viviani    | Liquigas-Cannondale              |
| 13    | Tour de Mumbai II                      | Inde      | 1.2    | Robert Hunter   | RadioShack                       |
| 15-20 | Tour d'Oman                            | Oman      | 2.1    | Robert Gesink   | Rabobank                         |
| 17    | Championnats d'Asie - contre-la-montre | Thaïlande | CC     | Eugen Wacker    | Équipe nationale du Kirghizistan |
| 19    | Championnats d'Asie - course en ligne  | Thaïlande | CC     | Yukiya Arashiro | Équipe nationale du Japon        |
| 24-28 | Kerman Tour                            | Iran      | 2.2    | Mahdi Sohrabi   | Tabriz Petrochemical             |

### Mars
| Date  | Course           | Pays           | Classe | Vainqueur       | Équipe               |
| ----- | ---------------- | -------------- | ------ | --------------- | -------------------- |
| 8-13  | Jelajah Malaysia | Malaisie       | 2.2    | Mahdi Sohrabi   | Tabriz Petrochemical |
| 19-28 | Tour de Taïwan   | Taipei chinois | 2.2    | Markus Eibegger | Tabriz Petrochemical |

### Avril
| Date  | Course                    | Pays         | Classe | Vainqueur     | Équipe               |
| ----- | ------------------------- | ------------ | ------ | ------------- | -------------------- |
| 1-6   | Tour de Thaïlande         | Thaïlande    | 2.2    | Tobias Erler  | Tabriz Petrochemical |
| 15-24 | Tour de Corée             | Corée du Sud | 2.2    | Choi Ki Ho    | Hong Kong China      |
| 16-19 | Tour des Philippines      | Philippines  | 2.2    | Rahim Ememi   | Azad University      |
| 24    | Melaka Chief Minister Cup | Malaisie     | 1.2    | Hassan Maleki | Suren                |

### Mai
| Date  | Course                        | Pays  | Classe | Vainqueur         | Équipe                     |
| ----- | ----------------------------- | ----- | ------ | ----------------- | -------------------------- |
| 13-18 | Tour d'Azerbaïdjan            | Iran  | 2.2    | Mahdi Sohrabi     | Tabriz Petrochemical       |
| 25-29 | International Presidency Tour | Iran  | 2.2    | Samad Poor Seiedi | Azad University            |
| 26-29 | Tour de Kumano                | Japon | 2.2    | Fortunato Baliani | D'Angelo & Antenucci-Nippo |

### Juin
| Date | Course            | Pays      | Classe | Vainqueur    | Équipe          |
| ---- | ----------------- | --------- | ------ | ------------ | --------------- |
| 6-12 | Tour de Singkarak | Indonésie | 2.2    | Amir Zargari | Azad University |

### Juillet
| Date | Course              | Pays  | Classe | Vainqueur      | Équipe         |
| ---- | ------------------- | ----- | ------ | -------------- | -------------- |
| 1-10 | Tour du lac Qinghai | Chine | 2.HC   | Gregor Gazvoda | Perutnina Ptuj |

### Septembre
| Date  | Course                | Pays      | Classe | Vainqueur            | Équipe                         |
| ----- | --------------------- | --------- | ------ | -------------------- | ------------------------------ |
| 1-5   | Milad De Nour Tour    | Iran      | 2.2    | Ghader Mizbani       | Tabriz Petrochemical           |
| 7-11  | Tour de Brunei        | Brunei    | 2.2    | Shinichi Fukushima   | Terengganu                     |
| 10-20 | Tour de Chine         | Chine     | 2.1    | Muradian Khalmuratov | Giant Kenda                    |
| 16-19 | Tour de Hokkaido      | Japon     | 2.2    | Miguel Ángel Rubiano | D'Angelo & Antenucci-Nippo     |
| 23-25 | Tour de Java oriental | Indonésie | 2.2    | Hossein Jahanbanian  | Tabriz Petrochemical           |
| 28    | Golan I               | Syrie     | 1.2    | Vladimir Tuychiev    | Équipe nationale d'Ouzbékistan |
| 30    | Golan II              | Syrie     | 1.2    | Fadi Khan Shikhoni   | Équipe nationale de Syrie      |

### Épreuves annulées
| Date         | Course                   | Pays                | Classe | Cause |
| ------------ | ------------------------ | ------------------- | ------ | ----- |
| 22 janvier   | Abu Dhabi Grand Prix     | Émirats arabes unis | 1.2    |       |
| 23 janvier   | Emirates Cup             | Émirats arabes unis | 1.2    |       |
| 25 janvier   | Dubai Grand Prix         | Émirats arabes unis | 1.2    |       |
| 26 janvier   | Ras Alkhaimah Grand Prix | Émirats arabes unis | 1.2    |       |
| 15-22 mai    | Tour du Japon            | Japon               | 2.2    |       |
| 11 septembre | Tour de Delhi            | Inde                | 1.2    |       |

## Classements finals
| #   | Coureur              | Pays         | Équipe                    | Pts |
| 1.  | Mahdi Sohrabi        | Iran         | Tabriz Petrochemical      | 327 |
| 2.  | Muradian Khalmuratov | Ouzbékistan  | Giant Kenda               | 239 |
| 3.  | Amir Zargari         | Iran         | Azad University           | 218 |
| 4.  | Libardo Niño         | Colombie     | LeTua                     | 208 |
| 5.  | Boris Shpilevsky     | Russie       | Tabriz Petrochemical      | 203 |
| 6.  | Gregor Gazvoda       | Slovénie     | Perutnina Ptuj            | 183 |
| 7.  | Yukiya Arashiro      | Japon        | Europcar                  | 172 |
| 8.  | Andrea Guardini *    | Italie       | Farnese Vini-Neri Sottoli | 167 |
| 9.  | Hossein Askari       | Iran         | Tabriz Petrochemical      | 153 |
| 10. | Rahim Ememi          | Iran         | Azad University           | 149 |
| 11. | Jonathan Monsalve *  | Venezuela    | Androni Giocattoli-CIPI   | 145 |
| 12. | Iwan Kowaljow        | Russie       |                           | 139 |
| 13. | Shinichi Fukushima   | Japon        | Terengganu                | 132 |
| 14. | Dmitriy Gruzdev      | Kazakhstan   |                           | 131 |
| 15. | Samad Poor Seiedi    | Iran         | Azad University           | 130 |
| 16. | Taiji Nishitani      | Japon        | Aisan Racing Team         | 125 |
| 17. | Markus Eibegger      | Autriche     | Tabriz Petrochemical      | 123 |
| 18. | Ghader Mizbani       | Iran         | Tabriz Petrochemical      | 119 |
| 19. | Kenny van Hummel     | Pays-Bas     | Skil-Shimano              | 119 |
| 20. | Jang Kyung-gu *      | Corée du Sud |                           | 106 |

| #   | Équipe                     | Pays           | Pts    |
| 1.  | Tabriz Petrochemical       | Iran           | 1183   |
| 2.  | Azad University            | Iran           | 663    |
| 3.  | Giant Kenda                | Taipei chinois | 594,67 |
| 4.  | Terengganu                 | Malaisie       | 371    |
| 5.  | Farnese Vini-Neri Sottoli  | Royaume-Uni    | 332    |
| 6.  | Aisan Racing Team          | Japon          | 302    |
| 7.  | LeTua                      | Malaisie       | 294    |
| 8.  | CCC Polsat Polkowice       | Pologne        | 272    |
| 9.  | Perutnina Ptuj             | Slovénie       | 267    |
| 10. | D'Angelo & Antenucci-Nippo | Italie         | 266    |
| 11. | Skil-Shimano               | Pays-Bas       | 223    |
| 12. | Androni Giocattoli-CIPI    | Italie         | 197    |
| 13. | Shimano Racing Team        | Japon          | 193    |
| 14. | Europcar                   | France         | 192    |
| 15. | V Australia                | Australie      | 181    |
| 16. | Bridgestone Anchor         | Japon          | 163    |
| 17. | Colnago-CSF Inox           | Irlande        | 155    |
| 18. | Drapac                     | Australie      | 144    |
| 19. | Amore & Vita               | Ukraine        | 140    |
| 20. | UnitedHealthcare           | États-Unis     | 132    |

### Classements par nations
| #   | Pays           | Pts    |
| 1.  | Iran           | 1436   |
| 2.  | Japon          | 1012   |
| 3.  | Ouzbékistan    | 449    |
| 4.  | Malaisie       | 374    |
| 5.  | Kazakhstan     | 348    |
| 6.  | Corée du Sud   | 287    |
| 7.  | Syrie          | 210    |
| 8.  | Indonésie      | 206,34 |
| 9.  | Hong Kong      | 200    |
| 10. | Kirghizistan   | 160    |
| 11. | Thaïlande      | 146    |
| 12. | Mongolie       | 140    |
| 13. | Chine          | 91     |
| 14. | Philippines    | 37     |
| 15. | Viêt Nam       | 14     |
| 16. | Taipei chinois | 14     |
| 17. | Bahreïn        | 11     |

| #   | Pays (U23)     | Pts |
| 1.  | Malaisie       | 169 |
| 2.  | Corée du Sud   | 152 |
| 3.  | Kazakhstan     | 123 |
| 4.  | Hong Kong      | 100 |
| 5.  | Mongolie       | 81  |
| 6.  | Chine          | 48  |
| 7.  | Iran           | 35  |
| 8.  | Japon          | 33  |
| 9.  | Thaïlande      | 26  |
| 10. | Indonésie      | 22  |
| 11. | Kirghizistan   | 18  |
| 12. | Syrie          | 18  |
| 13. | Viêt Nam       | 4   |
| 14. | Taipei chinois | 2   |